# David Lloyd (biographe)
Pour les articles homonymes, voir Lloyd et David Lloyd.
David Lloyd est un ecclésiastique, enseignant et biographe anglais, né dans le comté de Merioneth le 28 septembre 1635 et mort le 16 février 1692.

## Biographie
David Lloyd est né à Pant Mawr, dans la paroisse de Trawsfynydd ; il fait ses études à l'école de Ruthin, dans le Denbighshire, et les poursuit à Oxford à partir de 1653 : il est diplômé d'Oriel College en 1656 ou 1657, tout en exerçant la fonction de concierge au Merton College à Oxford. Le directeur de Merton College le présente en 1658 pour le poste de pasteur à Ibstone ; il démissionne en 1659 et enseigne à l'école de la Chartreuse de Londres. Vers 1663, il est emprisonné pendant six mois à la demande de John Egerton, comte de Bridgewater, irrité de la publication par Lloyd d'un ouvrage décrivant les vertus de la comtesse défunte sous le titre The Countess of Bridgewater's Ghost (Le fantôme de la comtesse de Bridgewater). 
Lyoyd devient chapelain d'Isaac Barrow (en), évêque de St Asaph, qui le fait chanoine. Le 14 août 1671, il est vicaire d'Abergeley, dans le Denbighshire, en 1672 vicaire de Northop dans le comté de Flint (où il assure l'enseignement à l'école gratuite) puis recteur de Llanddulas. 
De santé fragile, il se retire à Pant Mawr, où il meurt le 16 février 1692.

## Œuvres
David Lloyd a publié des ouvrages à caractère biographique et historique ; selon Pierre Larousse, il « aimait la société des grands et s’attachait à transmettre à la postérité leurs moindres actions, ce qui lui a valu de nombreuses critiques. Quoi qu’il en soit, ses ouvrages abondent en particularités curieuses et intéressantes dont les historiens ont tiré parti ».
- Modern Policy Compleated (La Politique moderne achevée), Londres, 1660.
- Εἰκὼν Βασιλική, or the true Pourtraicture of his Sacred Majesty Charles the II (Portrait du roi Charles II), Londres, 1660 ; l'ouvrage s'inspire de l'Εἰκὼν Βασιλική. The Pourtrature of His Sacred Majestie in His Solitudes and Sufferings publié en 1649, une autobiographie spirituelle supposée attribuée au roi d'Angleterre Charles Ier[2].
- The Countess of Bridgewater's Ghost (l’Ombre de la comtesse de Bridgewater, Londres, 1663.
- Never faile, or, That sure way of thriving under all revolutions in an eminent instance from 1639 to 1661, Londres, Henry Marsh, 1663.
- Cabala: or the History of Conventicles unvail'd: in an Historical Account of the Principles and Practices of the Nonconformists, Londres, 1664.
- The Statesmen and Favourites of England since the Reformation (Les Hommes d’État et les favorites en Angleterre depuis la Réforme), Londres, 1665 ; réédition en 1670.
- Dying and Dead Mens Living Words, or fair Warnings to a careless World, Londres, 1665 ; réédition en 1682 (collection d'aphorismes d'hommes célèbres).
- The Worthies of the World, Londres, 1665 (abrégé de Plutarque).
- Wonders no Miracles: or Mr. Valentine Greatrakes's Gift of Healing examined, Londres, Samuel Speed, 1666 : pamphlet contre le guérisseur irlandais Valentine Greatrakes[3].
- Memoires of the Lives, Actions, Sufferings, and Deaths of those Noble, Reverend, and Excellent Personages that suffered ... for the Protestant Religion and the great Principle thereof, Allegiance to their Soveraigne, in our late Intestine Wars, from 1637 to 1660 (Vies des personnes qui eurent à souffrir, à cause de leur attachement à la cause royale, pendant la révolution), Londres, Samuel Speed, 1668.